# کازان، آنکارا

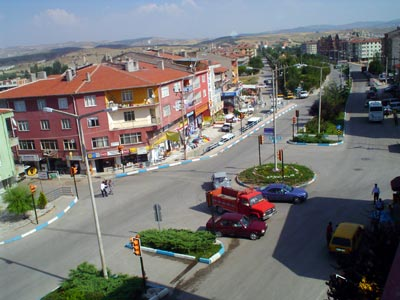
نمایه شهری منطقه کازان

کازان (به ترکی استانبولی: Kahramankazan) یک شهر در ترکیه است که در ناحیه آناتولی مرکزی واقع شده‌است. کازان ۸۹۰ متر بالاتر از سطح دریا واقع شده‌است.